# Schefflera confusa
Schefflera confusa är en araliaväxtart som först beskrevs av Élie Marchal, och fick sitt nu gällande namn av Hermann August Theodor Harms. Schefflera confusa ingår i släktet Schefflera och familjen araliaväxter. Inga underarter finns listade.